# ピードモント (列車)
ピードモント（英語：Piedmont）は、アメリカ合衆国のローリーとシャーロットを結ぶ旅客列車。1995年から運行され、アムトラック及びノースカロライナ州運輸局が共同で運営する。ニューヨークとシャーロットを北東回廊経由で結ぶカロリニアン号の「姉妹列車」である。

## 沿革
1990年から運行されたカロリニアン号の利用者増加に伴い、ノースカロライナ州の州都ローリーと最大都市シャーロット間でカロリニアン号とは別の列車を運行することが、州政府により計画された。アムトラックが運行に難色を示したため、ノースカロライナ州運輸局が客車をアムトラックから購入、ディーゼル機関車をアムトラックからリースすることとした。ローリー・シャーロット間の線路を保有するノーフォーク・サザン鉄道が求めていたシャーロット駅の改築等を経て、1995年５月26日に運行開始。2010年６月５日からは１日２往復に増便された。
2011年からは、連邦政府からの4.6億ドルの資金をもとに、ローリー駅の改築も含めた、設備改善事業が開始。2018年６月４日より１日３往復に増便され、2023年には４往復への増便が計画されている。

## 停車駅
ローリー - ケーリー - ダーラム - バーリントン - グリーンズボロ - ハイポイント - ソールズベリー - カナポリス - シャーロット